# 부르즈 알마사
부르즈 알마사는 사우디아라비아 제다에 공사중인 마천루이다. 완공되면 사우디아라비아에서 3번째로 높은 건물, 세계에서 2번째로 높은 주거용 건물이 될 것이다. 공사를 시작한지 12년이나 되었지만 여러차례의 공사중단으로 15층까지 밖에 완성하지 못했다.

## 같이 보기
- 사우디아라비아의 마천루 목록
- 미래의 마천루 목록